# Hyptiotes indicus
Espèce
Hyptiotes indicus est une espèce d'araignées aranéomorphes de la famille des Uloboridae.

## Distribution
Cette espèce est endémique d'Inde.

## Description
Les femelles mesurent de 3,5 à 4 mm.

## Étymologie
Son nom d'espèce lui a été donné en référence au lieu de sa découverte, l'Inde.

## Publication originale
- Simon, 1905 : Arachnides (1re partie). Voyage de M. Maurice Maindron dans l'Inde méridionale. 7e Mémoire. Annales de la Société Entomologique de France vol. 74, p. 160-180 (texte intégral).